# Мартинелли, Рикардо
Рика́рдо Альбе́рто Мартине́лли Беррока́ль (исп. Ricardo Alberto Martinelli Berrocal род. 29 марта 1952, Панама) — панамский политик, предприниматель. Президент Панамы с 1 июля 2009 по 1 июля 2014 года.

## Начальная биография
Сын Рикардо Мартинелли, итальянца по происхождению, и Глории Беррокаль, испанки по происхождению. Начальное образование (в католической школе) получил в Панаме, среднее — в Стонтонской военной академии в США и получил степень магистра управления в Центральноамериканском институте делового администрирования.

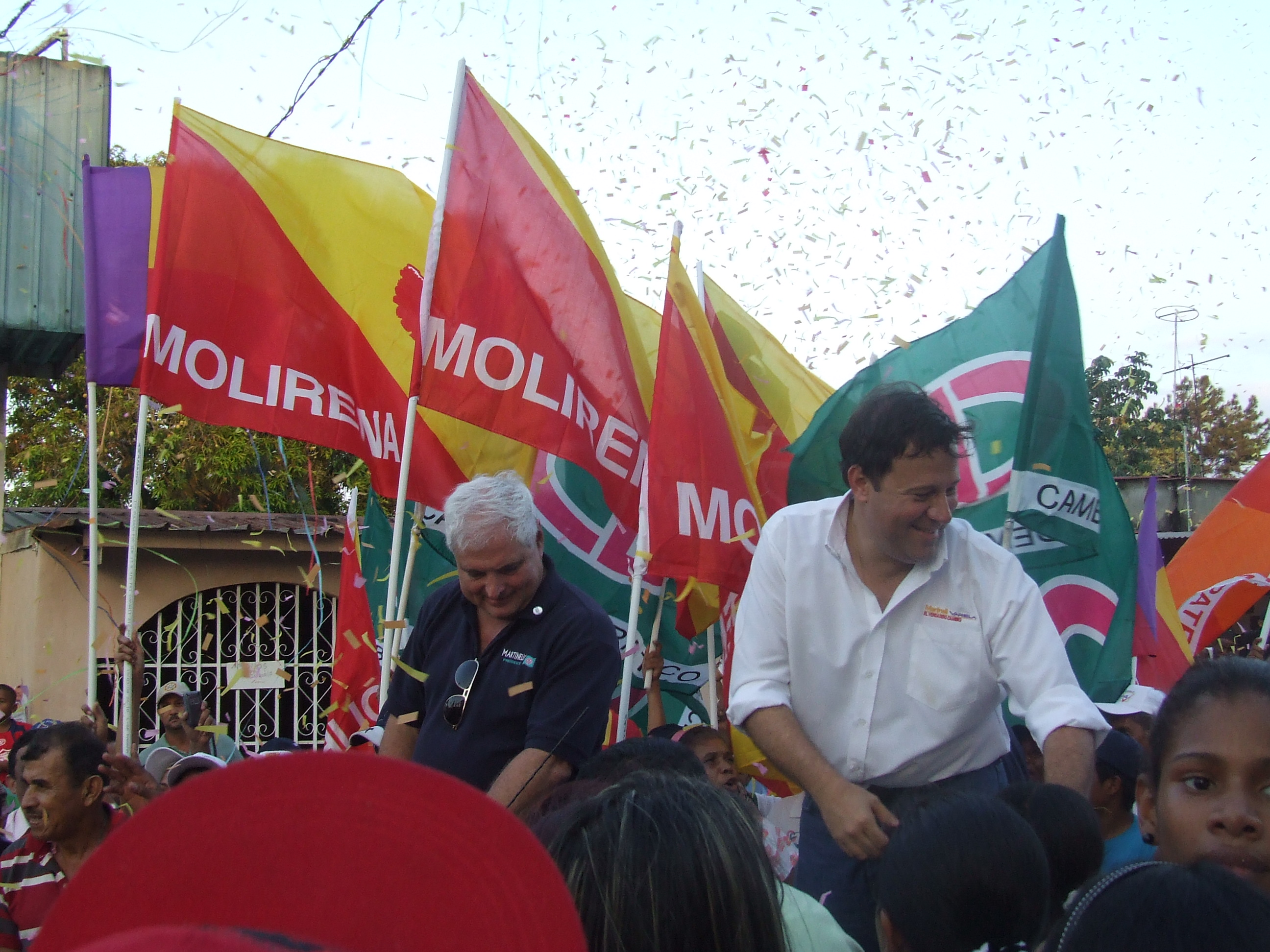
Рикардо Мартинелли рядом с Хуаном Карлосом Варелой, 2009 год

Директор Фонда социального страхования в 1994—1996 годах, при президенте Э. Пересе Бальядаресе. Ему удалось реализовать план модернизации данной структуры, продлить часы амбулаторного лечения и неотложной помощи. Однако 17 января 1996 года медицинские профсоюзы и профсоюзы работников смежных отраслей объявили забастовку, требуя улучшения учловий труда и повышения заработной платы, что было поддержано врачами по всей стране и пациентами министерства здравоохранения и к общенациональной забастовке работников здравоохранения. Благодаря прямому вмешательству президента Переса Бальядареса профсоюзы прекратили забастовку через 8 дней, когда 18 из 26 пунктов в их списке требований были приняты. Через полгода Мартинелли подал в отставку.
В 1998 году основал правоцентристскую либерально-консервативную политическую партию «Демократические перемены», входящую в альянс «Союз Панамы» вместе с партиями Панамистскую партию и движение «МОЛИРЕНА». Альянс выиграл всеобщие выборы в 1999 году (правда, партия Мартинелли получила лишь 5,4 % голосов и 2 места в Национальной ассамблее), президентом стала Мирейя Москосо. В её правительстве с 1 сентября 1999 по 20 января 2003 занимал должности министра по делам Панамского канала и президента совета директоров Управления Панамского канала.
В 2004 баллотировался на пост президента от своей партии ДП, получил 5,3 % голосов (4-е место; партия получила 7,4 % и 3 места в Национальной ассамблее).
Учитывая раскол в оппозиции, Мартинелли сумел позиционировать себя как её новый лидер, что подтверждалось серией опросов. К выборам 2009 года был сформирован предвыборный «Альянс за перемены». После ожесточенной кампании, полной публичных исков против других кандидатов и политических скандалов он победил на выборах 3 мая 2009 года он был избран президентом с 60 % голосов (его партия стала крупнейшей в Альянсе, получив 23,4 % голосов). В кампании центральными темами были: транспорт, безопасность, образование, здравоохранение и безработица; вопросы, благодаря которым удалось завоевать голоса молодежи, разочаровавшейся в предыдущей администрации.

## Президентство
Принёс присягу 1 июля 2009 года. На его инаугурации, кроме ряда латиноамериканских президентов, присутствовали такие неоднозначные фигуры, как свергнутый в результате военного переворота президент Гондураса Мануэль Селайя, президент Тайваня Ма Инцзю и президент Сахарской Арабской Демократической Республики Мухаммед Абдельазиз.
Им была разработана социальная, политическая и экономическая программа правительства, которая характеризовалась массовым инвестированием ресурсов (предполагалось около 20 миллионов долларов США) в общественные работы и использованием различных стратегий финансирования, в том числе достаточно спорных.
В социальном плане была оказана финансовая поддержка людям старше 70 лет, не имеющим пенсии из Фонда социального страхования (таковых предполагалось около 80 000. Была увеличена минимальная заработная плата. Была увеличена субсидия на приобретение школьной формы, школьных рюкзаков и школьных принадлежностей для государственных школ и колледжей (это касалось только учащихся, имеющих средний балл выше 3).
Трижды за его президентство повышалась зарплата полицейским (в 2010, 2011 и 2012 годах, на сумму от 100 до 1000 бальбоа в месяц в зависимости от должности).
Одновременно были увеличены налоги на передачу личного имущества и услуг (с 5 до 7 %) для финансирования инфраструктурных проектов и социальных программ, и увеличен потолок бюджетного дефицита; заметно затормозилось строительство и ввод в строй новых больниц.
При нём состоялись торги и началось строительство панамского метрополитена.
За время его президентства прямые иностранные инвестиции увеличились почти на 300 %, с $1 259,3 млрд (2009 г.) до $4 651,3 млрд (2013 г.).
В июле 2010 года в ходе забастовки работников банановых плантаций произошли столкновения с полицией, применившей слезоточивый газ, в ходе которых погибли 2 человека, 677 были ранены, из них 67 остались с частичной потерей зрения, 2 полностью потеряли зрение (также были ранены 33 полицейских). Созданная следственная комиссия сделала вывод, что имело место «безрассудное и неприемлемое управление со стороны властей». Также при нём прошла всеобщая забастовка с требованием значительного повышения заработной платы строителей, в результате чего работы по расширению Панамского канала были парализованы на несколько месяцев.
Вскоре после окончательного утверждения соглашения о содействии торговле между Панамой и США, которое было подписано более чем за два года до его вступления в должность, но так и не было окончательно оформлено, реализация которого была названа Мартинелли своим главным приоритетом в президентстве, разразился скандал с прослушиванием телефонных разговоров и перехватом электронных писем оппозиционных политиков, их партий и рядовых граждан страны с наличием контракта на 13,5 миллионов долларов на приобретение специального оборудования для подобных целей. В августе 2009 года посол США в Панаме Барбара Дж. Стивенсон направила сообщение в Государственный департамент США о том. что Мартинелли обратился к послу за помощью в электронном шпионаже за своими политическими противниками; при этом она подчеркнула «авторитарные тенденции» и «буллинга оппозиции» со стороны Мартинелли. Копия этого сообщения была обнародована WikiLeaks в декабре 2010 года.
Позднее проведённое прокуратурой расследование случаев взяточничества за время его мандата позволило в период с 2015 по 2018 год арестовать деньги и активы на сумму 397,7 миллиона долларов, связанные с различными случаями коррупции, среди которых выделяются взятки транснациональным компаниям «Odebrecht» и «Blue Apple». Прокуратура Панамы начала расследования в отношении 1656 человек по различным делам о коррупции, имевших место во время правления Р. Мартинелли. В 2016 году прокуратура вынесла также постановление о расследовании в отношении 18 человек в рамках продолжающегося процесса по предполагаемому отмыванию денег, связанному с предполагаемым использованием инсайдерской информации в брокерском доме Financial Pacific (FP). Считается, что он сам и один из его детей связаны с предполагаемым секретным аккаунтом, который позволял им получать конфиденциальную информацию об акциях горнодобывающего сектора. Также были возбуждены дела против министров его правительства — по обвинению в коррупции при закупке продуктов в ущерб несуществующей Национальной программе помощи для государственных школ на сумму около 45 миллионов долларов.
В середине 2011 года неожиданно обвинил вице-президента Хуана Карлоса Варелу в том, что он выполняет слишком много функций одновременно: вице-президента республики, министра иностранных дел, главы Панамистской партии и, согласно ранней договорённости, кандидата в президенты на выборах 2014 года от Альянса праволиберальных партий. Из-за этого Панамистская партия разорвала политический союз, достигнутый в ходе избирательной кампании Мартинелли, и стала оппозиционной партией. В результате Варела остался без реальной власти, несмотря на то, что был вице-президентом, и с момента раскола не присутствовал на заседаниях правительства.
Мартинелли издал закон о выходе из Центральноамериканского парламента, считая его недейственным органом. Однако Конституционный суд Панамы позднее признал это неконституционным.
Занимал открыто антикитайскую и произраильскую позиции, всемерно поддерживал венесуэльскую оппозицию, что в 2014 году привело к дипломатическому кризису с Венесуэлой.

## Семья
Мартинелли женат на Марте Линарес. Имеет 3 детей: Рикардо, Луис Энрике и Каролина.

## Постпрезидентский период
Сразу после окончания своего президентского правления, 1 июля 2014 года, вступил в должность депутата Центральноамериканского парламента (ПАРЛАСЕН) в качестве соблюдения формальности, которую бывшие президенты получают благодаря уставу организации.
В последующие месяцы Верховным судом Панамы были приняты несколько судебных дел о нарушениях и коррупции в его правительстве, поэтому 28 января 2015 года отправился в Гватемалу и в качестве депутата ПАРЛАСЕН запросил поддержку этой структуры по своему делу, обратившись за юридической поддержкой и обвинив своего преемника Хуана Карлоса Варелу в том, что он является организатором «политического преследования».
Вскоре после этого переехал в Майами (США). 22 декабря 2015 года Верховный суд постановил арестовать Мартинелли по делу о прослушивании телефонных разговоров 150 человек, включая оппонентов, лидеров профсоюзов, судей и журналистов, а также по обвинениям в коррупции. Поскольку Мартинелли находился за пределами Панамы, в сентябре у США была запрощена его экстрадиция. 22 мая 2017 он года был объявлен в международный розыск по линии Интерпола. 12 июня 2017 года Служба федеральных маршалов США арестовала Мартинелли в его доме. 11 июня 2018 года он был доставлен в Панаму и помещён в пенитенциарный центр Эль-Ренасер.
Подал в отставку с поста депутата ПАРЛАСЕН 21 июня 2018 года. 12 июня 2019 года было внесено изменение в качестве меры пресечения с переводом под домашний арест с запретом на выезд из страны. 9 августа 2019 года в суде первой инстанции он был признан невиновным в четырёх из вменяемых ему преступлений, освобождён и возобновил политическую деятельность.
20 ноября 2020 года Апелляционный суд отменил решение о невиновности и назначил новое судебное разбирательство по делу. 18 июля 2023 года он был приговорен к 10 годам и 8 месяцам тюремного заключения за отмывание денег. Панамская система правосудия признала его виновным в использовании более 40 миллионов долларов государственных средств в преступных целях. В феврале 2024 года приговор был подтверждён Верховным судом.

## Бизнес
Собственник сети супермаркетов «Super 99». Также является президентом, директором, совладельцем, инвестором, членом совета директоров или акционером нескольких компаний в Панаме.

## Награды
- Кавалер Большого креста с Золотой звездой Национального ордена Почёта и Заслуг (Гаити, 2014)[28]